# Zabré
Zabré là một tổng của tỉnh Boulgou ở phía đông Burkina Faso. Thủ phủ của tổng này là thị xã Zabré. Theo điều tra dân số năm 1996, tổng này có dân số 85.679 người.

## Các thị xã và các làng
- Zabré (13 599 dân) (thủ phủ)
- Bangou (2 130 dân)
- Barganse Peulh (353 dân)
- Barganse (93 dân)
- Bassintare (152 dân)
- Beka Zourma (559 dân)
- Beka (3 579 dân)
- Benya Kipala (1 445 dân)
- Benya-Peulh (369 dân)
- Bissaya (4 720 dân)
- Bougre De Youga (460 dân)
- Bougreboko (1 360 dân)
- Bourma (956 dân)
- Doun (1 538 dân)
- Gassougou (3 671 dân)
- Gon (810 dân)
- Gonse (313 dân)
- Gourgou-Samandi (251 dân)
- Guirmogo (2 290 dân)
- Mangagou (1 030 dân)
- Moende (750 dân)
- Sambaregou (619 dân)
- Sampema (8 284 dân)
- Sangou (2 954 dân)
- Sig-Noghin (429 dân)
- Sihoun (409 dân)
- Songo (1 003 dân)
- Soussoula (3 087 dân)
- Toubissa (1 109 dân)
- Wanda (1 389 dân)
- Wangala (2 506 dân)
- Wilgo (1 151 dân)
- Yokouma (139 dân)
- Yoroko (2 439 dân)
- Yoroko-Peulh (201 dân)
- Youga (1 018 dân)
- Youga-Peulh (534 dân)
- Youkouka (374 dân)
- Youngou (6 343 dân)
- Youngou-Peulh (201 dân)
- Zakare (375 dân)
- Zihoun (3 566 dân)
- Zourma (7 121 dân)